# Henryk Guzy
Henryk Guzy, ps. „Harcerz” (ur. 11 lipca 1896 w Rogoźniku, zm. 25 grudnia 1914 pod Łowczówkiem) – kapral Legionów Polskich, działacz niepodległościowy, kawaler Orderu Virtuti Militari.

## Życiorys
Urodził się 11 lipca 1896 w Rogoźniku, w ówczesnym powiecie nowotarskim Królestwa Galicji i Lodomerii, w rodzinie Antoniego, urzędnika kontroli skarbowej, i Józefy z domu Stalmaskiej. Był najstarszym z dziesięciorga rodzeństwa (pięciu braci i cztery siostry). Bracia Władysław i Zygmunt zostali adwokatami w Katowicach.
Po ukończeniu w roku 1908 szkoły ludowej w Sędziszowie rozpoczął naukę w gimnazjum. Przez rok uczęszczał do gimnazjum w Rzeszowie, a w latach 1909-1914 był uczniem c. k. Gimnazjum w Dębicy. W roku 1912 został jednym z pierwszych członków Związku Walki Czynnej w Dębicy, a na początku października 1913 roku wstąpił do Związku Strzeleckiego, w którym zaliczył egzamin podoficerski (w dniu 25 maja 1914 r.).
W lipcu 1914 roku przybył do Krakowa i w dniu 6 sierpnia tr. wyruszył na front rosyjski w szeregach 1 kompanii I batalionu 1 pułku piechoty (wchodzącego w skład I Brygady Legionów). Następnie został przeniesiony do 2 kompanii w tym batalionie. W toku walk awansował na kaprala. Wyróżnił się w kampanii podhalańskiej, w tym podczas wypadu na Słopotnicę Królewską (w początkowych dniach grudnia 1914 r.), w czasie którego dowodził drużyną w I plutonie. Poległ 25 grudnia 1914 w bitwie pod Łowczówkiem, kiedy to na czele swojej drużyny osłaniał odwrót własnej kompanii. Spoczywa na cmentarzu wojennym nr 171 w Łowczówku.
11 listopada 1936 w dowództwie 75 pułku piechoty w Chorzowie Antoni Guzy odebrał nadany jego synowi Order Wojenny Virtuti Militari wraz z legitymacją.

## Ordery i odznaczenia
- Krzyż Srebrny Orderu Wojskowego Virtuti Militari nr 7232 – pośmiertnie 17 maja 1922[8][9]
- Krzyż Niepodległości – pośmiertnie 20 lipca 1932 „za pracę w dziele odzyskania niepodległości”[10]